# ガブリエル・デ・ローベルト
ガブリエル・デ・ローベルト（Gabrielle des Robert、1904年6月4日 - 2018年12月3日）は、かつてフランス・ナントに在住していた長寿の女性。存命中はフランスでリュシル・ランドンに次ぐ2番目、世界で6番目の長寿者であった。
1904年、フランスのロレーヌ地域圏サン・ミシェルで生まれる。1911年にナントに引っ越し、死去まで住んでいた。第二次世界大戦中は赤十字の看護婦として働く。100歳の時には詩を書いたこともあるという。結婚したことは無く、そのことから子供もいなかった。2人の姉妹と共に暮らしていた。2017年10月19日にホノリン・ロンデッロが死去したことによりフランス国内で2番目の長寿者となる。2018年12月3日、114歳182日で死去。